# 日石太阳虫
日石太阳虫（学名：Lithelius solaris）为石太阳虫科石太阳虫属的动物。分布于中太平洋，包括东海等海域。